# Domenico de Cese
Domenico De Cese, nascido Emídio Petracca, O.F.M. Cap(27 de setembro de 1905, Cese dei Marsi, reino da Itália - 17 de setembro de 1978, Turim, Itália) foi um frade e sacerdote católico italiano, da Ordem dos Frades Menores Capuchinhos, foi elevado a Servo de Deus em 2015.

## Biografia
Nasceu em Cese, parte do município de Avezzano na província italiana de Áquila, no dia 27 de março de 1905. Filho de Giovanni Petracca e Caterina Tuccere que, como a maioria dos locais, eram humildes camponeses que viviam do trabalho agrícola e da criação de algumas cabeças de gado. Desde o nascimento fora consagrado por seus pais a Nossa Senhora das Graças, a quem atribuíam a cura milagrosa de uma poliomielite que Domenico contraiu aos 3 anos. Em 1912 nasce sua primeira irmã, Elisa, e em 1914 nasce Lauretta.
Em 1915, no dia 13 de janeiro as 7h e 53 da manhã, um terremoto de XI graus na escala massili(7.9 na escala ritcher), com epicentro na bacia do Fucino, devastou o povoado de Cese. Dos 1300 habitantes, apenas 230 sobreviveram. Entre as vítimas estavam suas duas irmãs. No momento do terremoto Emídio estava com seu pai na igreja local, foram ambos soterrados pelo entulho, mas foram resgatados por um homem desconhecido, anos depois padre Domenico iria reconhecer na Sagrada Face de Manoppello o rosto deste homem.
Em 1917 dois frades capuchinhos estiveram em Cese e após ouvi-los Emídio passou a avaliar a possibilidade de ingressar na vida religiosa, mas seu pai não deu consentimento. Foi apenas em 1921 que o jovem Emídio recebe de seu pai a permissão para o ingresso no convento, no dia 3 de novembro do mesmo ano, Emídio é levado por seu pai ao convento de Avezzano, onde permaneceu por 10 dias até ser enviado ao colégio seráfico de Abruzzo para sua formação. Em setembro de 1922 se forma no colégio seráfico e inicia seu noviciado em Penne. Para simbolizar a solidez de sua fé, afastamento da família de origem e pertença à ordem, o noviço costuma assumir um novo nome, Emídio tornou-se Frei Domenico. Foi ordenado sacerdote entre 1927 e 1931. Em 19 de novembro de 1940 foi para São Giovanni onde conheceu Padre Pio de Pietrelcina.
Em 30 de setembro de 1964 padre Domenico foi transferido para o convento de Caramanico, em Pescara, e lá teve seu primeiro contato com o sudário da Sagrada Face de Manopello, ao ver a face pela primeira vez fica pensativo e absorto em oração. A partir deste momento padre Domenico se empenha em incrementar a devoção à Sagrada Face de Manoppello. Pessoas de toda a Itália viajavam para receber o sacramento da confissão e eucaristia por parte de Padre Domenico, seu apostolado chegava a milhares de fiéis.
No dia 13 de setembro de 1978, em uma de suas costumeiras peregrinações até Turim para venerar o Santo Sudário, padre Domenico foi atropelado por um carro acima da velocidade, foi hospitalizado, mas faleceu 4 dias depois do acidente devido aos ferimentos.

## Processo de beatificação
No início de 2009, o Arcebispo de Chieti, Bruno Forte, deu início ao processo de beatificação do Padre Domenico, que foi inaugurado em 27 de julho de 2013. Em 3 de março de 2015, a Congregação para as Causas dos Santos, depois de concluídos os procedimentos diocesanos em Turim e Chieti, anunciou que nada impedia o processo de beatificação na Santa Sé. Em março de 2016, o Padre Domenico foi elevado a venerável servo de Deus depois de receber o grau heroico de virtude.